# Calceolaria hirtiflora
Calceolaria hirtiflora är en toffelblomsväxtart som beskrevs av Francis Whittier Pennell. Calceolaria hirtiflora ingår i släktet toffelblommor, och familjen toffelblomsväxter. Inga underarter finns listade i Catalogue of Life.